# مایک کوفر
کوفر مایک  (انگلیسی: Mike Cofer) ; (زاده: ۷آوریل ۱۹۶۰- درگذاشته: ۲۱ مارس ۲۰۱۹) بازیکن مدافع در فوتبال آمریکایی بود که در لیگ ملی فوتبال (آمریکا) بازی می‌کرد. او به استخدام تیم دیترویت لاینز در فراخوان بازیکنان فوتبال در سال ۱۹۸۳ درآمد. 
کوفر بازیکن تیم فوتبال کالجی تنسی بود، او کاپیتانی این تیم درفصل۱۹۸۲ را بر عهده داشت.
او که به بیماری آمیلوئیدوز مبتلا بود در ۲۱ مارس ۲۰۱۹ در ۵۸ سالگی درگذشت.